# Panurginus ineptus
Panurginus ineptus là một loài Hymenoptera trong họ Andrenidae. Loài này được Cockerell mô tả khoa học năm 1922.

## Hình ảnh

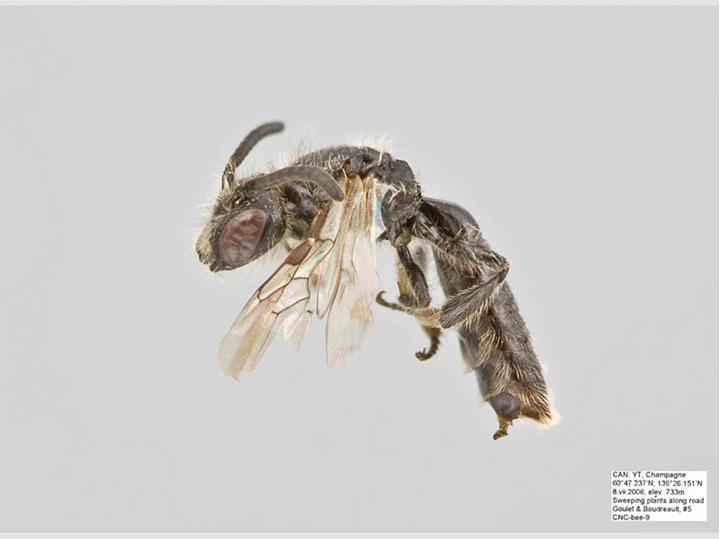